# ماتياس كلاوس
ماتياس كلاوس (بالألمانية: Mathias Claus)‏ هو ملحن وعازف بيانو ألماني، ولد في 15 مايو 1956 في فايبلينغن في ألمانيا.

## وصلات خارجية
- ماثياس كلوز على موقع ميوزك برينز (الإنجليزية)
- ماثياس كلوز على موقع أول ميوزيك (الإنجليزية)
- ماثياس كلوز على موقع ديسكوغز (الإنجليزية)